# Joseph Merrick Jones
Joseph Merrick Jones (* 21. August 1902 in New Orleans, Louisiana; † 11. März 1963 in Metairie, Louisiana) war ein US-amerikanischer Rechtsanwalt.
Nach dem Studium an der Tulane University war er Rechtsanwalt in New Orleans in der Kanzlei Jones, Flanders & Waechter (heute Jones Walker). 1942, nach Eintritt der USA in den Zweiten Weltkrieg, nahm Jones seinen Dienst beim Außenministerium der Vereinigten Staaten als Assistant Secretary for Public Affairs und Redenschreiber auf, schrieb Reden unter anderem für Dean Acheson, George C. Marshall und Harry S. Truman und arbeitete mit George F. Kennan an der Konzeption des Marshallplans.
1948 kehrte Jones in seinen Beruf zurück. Er war unter anderem Herausgeber des Magazins Fortune und Berater der Vereinten Nationen. 1963 verkündete er, dass die Tulane University auch schwarze Studenten annehmen werde.
Er kam bei einem Brand seines Hauses ums Leben.
| Personendaten    | Personendaten                  |
| ---------------- | ------------------------------ |
| NAME             | Jones, Joseph Merrick          |
| KURZBESCHREIBUNG | US-amerikanischer Rechtsanwalt |
| GEBURTSDATUM     | 21. August 1902                |
| GEBURTSORT       | New Orleans, Louisiana         |
| STERBEDATUM      | 11. März 1963                  |
| STERBEORT        | Metairie, Louisiana            |